# 加拿大護照
加拿大护照（英語：Canadian passport）是加拿大公民出入本国国境和到国外旅行或居留时，由加拿大政府簽發的证明加拿大公民国籍和身份的合法旅行证件。持照人在国外可以獲得加拿大駐外使领館的领事服务和保护。
所有加拿大护照均由加拿大移民、難民及公民部下属的加拿大护照局签发。护照的有效期一般为五年（成人或儿童）或十年（仅限16岁以上成人）。在2012年，加拿大公民的护照持有率为67%。加拿大护照局预测在2013年时护照持有率会增加到70%，届时将有2300万加拿大公民持有有效护照。
尽管加拿大护照为个人所持有，不过护照内页清楚地表明所有护照均为加拿大國王陛下（即加拿大政府）的财产。
加拿大为五国护照集团的成员之一，其他成员还包括澳大利亚、新西兰、英国和美国。五国的护照签发部门会定期举行会议，商讨关于护照防伪性，技术创新，护照签发及相关法律的问题。
2013年7月1日起，加拿大公民及移民部开始向加拿大公民签发普通电子护照。自2023年夏季起，将开始签发重新设计的新版护照。旧版护照在有效期内依然有效。
根据2025年1月8日发布的亨利护照指数，加拿大护照可免签证、落地签证或电子签证入境188个国家和地区，位居世界第7，与马耳他、波兰护照并列。

## 历史

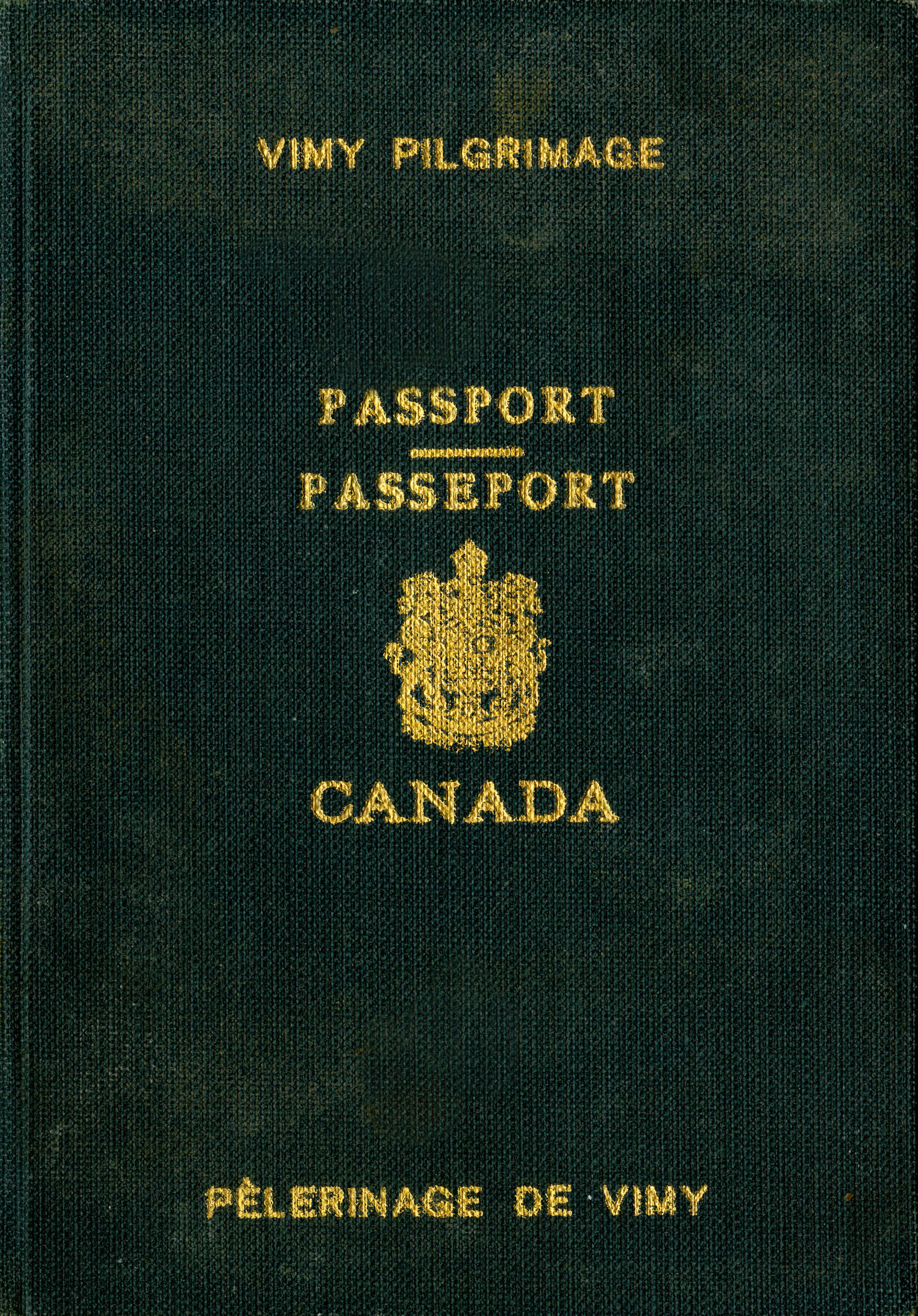
1936版签发给返回維米嶺戰役公园的追悼人士的加拿大护照

加拿大护照的签发始于1862年，时值美国内战，美国联邦政府要求英国向加拿大人提供更加准确的身份证明。最初的护照是一封由加拿大总督署名的手写信件。这种信件一直沿用至1915年，当时英国决定向所有英籍人士颁发可展开的折叠纸质英国式护照。
在1921年，加拿大开始颁发其自己的护照。当时加拿大公民身份还未创立，所有加拿大人和其他英联邦的居民一样持有英籍人士（British subject）身份。因此，加拿大护照可颁发给当时居住在加拿大或任何与加拿大有关联（如出生在加拿大）的所有英籍人士。这种做法在1947年随着《1946年加拿大公民身份法令》获得英国皇室御准后便停止。从那时开始，加拿大护照只颁发给加拿大公民。
加拿大从1985年起开始颁发可机读式护照。在2008年财政预算案审议时，时任财政部长吉姆·弗莱厄蒂表示将在2011年开始发放电子护照。在2009年，加拿大开始颁发电子特别护照和电子公务护照。普通电子护照则在数次跳票后于2013年7月1日（加拿大日）开始发行。

## 新版设计 (2023年)

新版加拿大護照

2023年5月，加拿大公民及移民部宣布新版的加拿大护照设计，护照内页关于加拿大历史上重要人物，地点和事件的画面由自然景观，动植物，和四季变化取代。

## 护照种类
现今，加拿大有五个种类的护照：

### 普通护照（深蓝色封面）
签发给一般公民用作出国用，该种护照共38页（签证页为33页），分为10年期（仅签发给16岁及以上的成人）和5年期（可签发给成人和16岁以下的儿童）。

### 临时护照（白色封面）
签发给在国外因紧急事件而需要护照的公民，该种护照为8页，有效期在6个月与一年之间。

### 紧急旅行文件（单页）
为一张A4纸大小，签发给未持有护照的公民做归国之用。

### 特别护照（绿色封面）
签发给因公务出国的公民，包括加拿大枢密院成员，省内阁成员，联邦国会议员，被委任为官方非外交代表的普通公民，和加拿大军队成员。

### 外交护照（棕色封面）
签发给外交官和高级官员，如加拿大省督，地区高级专员，外交信使，和被委任为官方外交代表的普通公民。

## 护照内容
普通加拿大护照封面是深蓝色，中间印着金色的加拿大国徽。国徽上面写着（英文和法文写法相同），国徽下面用英文和法文（加拿大的两种官方语言）印有PASSPORT和PASSEPORT，在此字样下方有电子旅行证件标志()。普通护照有38页。
2001年以后签发的护照版本有类似于加元纸币上的防伪特征，包括微印、全息图像、紫外线可见图像、水印和其它细节。另外，护照持有人的照片现在被打印在护照上（使用标准墨水和紫外线可见墨水），而在过去，实体照片被直接粘贴在护照上。电子护照的芯片内存有所有护照信息页上的内容和持有人的数码照片。
护照持有人信息页有英文和法文两种语言，个人信息页下面的条码及字母是可机读区（Machine Readable Zone）：

### 个人訊息页
- 护照持有人的照片
- 种类（P）（意为Personal passport，即私人护照）
- 签发国家（“CAN”，加拿大ISO 3166-1代码）
- 护照号码
- 姓
- 名
- 国籍（Canadian/Canadienne）（加拿大，用英法双语书写）
- 出生日期
- 性别
- 出生地（城市以及出生国家代码）
- 签发日期
- 签发机构
- 过期日

从2015年5月起签发的护照将不在个人信息页上打印签名，然而成人护照持有者仍需在第三页上亲自签名。

### 护照通告
加拿大护照的封皮背面是用英文和法文写的向各国当局的通告，通告中说明了护照持有人为加拿大公民，要求各国当局根据国际条约予以持照人顺利通行及必要的协助。通告全文为：
- 英文:

|  |

- 法文:

|  |

- 中文翻譯:

| 加拿大外交部長以国王陛下的名義請各國當局予以此護照持有人自由通行，不受阻礙或耽擱，以及在必要的時候提供協助與保護。 |

### 出生地的填写
所有护照持有者的出生地均为出生城市名称外加ISO 3166-1的三位代码，如在安大略省多伦多出生的人出生地会写为TORONTO CAN。在美国出生的申请人亦不会标州名，即便同一国家的城市会出现重名的情况，如在俄勒冈州波特兰和缅因州波特兰出生的人出生地均会标为PORTLAND USA。护照申请人可以提出书面申请，请求加拿大护照局不在出生地后面加入国家代码，但不申请的人则会获发上述标注的护照，只有出生于以下国家或地区的人例外：

#### 香港、澳门及台湾
根据中华人民共和国的规定，出生在香港、澳门及台湾的加拿大公民的护照上只可以出现城市名（如HONG KONG、MACAU、TAIPEI），而不可以出现国家代码（如HONG KONG HKG、MACAU MAC、TAIPEI TWN），否则中华人民共和国领事馆将不会给这些人发放签证。因此，加拿大护照局不会主动给出生在香港、澳门及台湾的加拿大公民的出生地后面加注国家代码，除非申请人特地提出要求。港澳出生者可以写成HONG KONG CHN或者MACAU CHN。

#### 耶路撒冷
由于悬而未决的耶路撒冷定位问题，出生在耶路撒冷的加拿大公民在护照上只有城市的名字（JERUSALEM）而没有国家的名称。

#### 巴勒斯坦
在1948年前出生于巴勒斯坦託管地的人护照出生地均会写为PALESTINE，不管其宗教信仰为何。